# Eneos Holdings
ENEOS Holdings (ENEOSホールディングス株式会社) — крупнейшая нефтегазовая корпорация Японии, управляет рядом компаний, занятых в секторах энергетики, ресурсов и материалов (добыча нефти и газа, импорт угля, нефтепереработка, производство химических и нефтехимических продуктов, смазочных материалов, электроэнергии, меди, золота, серебра, титана и фольги, строительство дорог, энергетических и жилых объектов, финансовые и транспортные услуги, операции с недвижимостью). Основана в 2010 году, штаб-квартира расположена в Токио.
Зарубежные операции JX Holdings распространяются на Великобританию, Францию, Германию, США, Канаду, Австралию, Перу, Чили, Южную Корею, Китай, Тайвань, Филиппины, Вьетнам, Таиланд, Малайзию, Сингапур, Индонезию, Восточный Тимор, Мьянму, Папуа — Новую Гвинею и ОАЭ.
JX Holdings близок к крупнейшей японской кэйрэцу Mitsubishi. Компания спонсирует японскую женскую баскетбольную команду JX-ENEOS.

## История
JX Holdings образован 1 апреля 2010 года в результате слияния крупных энергетических компаний Nippon Oil и Nippon Mining Holdings (Japan Energy). 1 июля 2010 года все компании объединённой группы были реорганизованы под единым брендом JX Holdings.
Nippon Oil была основана в 1888 году, а Nippon Mining Holdings — в 1905 году (тогда была известна как Hitachi Mine).
Летом 2020 года JX Holdings был переименован в ENEOS Holdings.

## Деятельность
На ENEOS Holdings приходится около половины продаж нефтепродуктов в Японии, холдингу принадлежит 12 тыс. АЗС от 29 тыс. всего в Японии. Нефтеперерабатывающие мощности включают 10 НПЗ в Японии общей производительностью 1,87 млн баррелей в сутки. Также является крупнейшим в Азии производителем параксилола (3,23 млн тонн в год) и пропилена (1,64 млн тонн в год). Общая установленная мощность принадлежащих ENEOS электростанций составляет 2,11 ГВт, из них 601 МВт возобновляемой энергетики.
В 2021/22 финансовом году средний уровень добычи углеводородов составлял 92,8 тыс. баррелей в сутки. На март 2022 года доказанные запасы углеводородов составляли 326 млн баррелей, из них 121 млн — в Индонезии, 67 млн — в Папуа — Новой Гвинее, 63 млн — в Малайзии, 61 млн — на Ближнем Востоке (ОАЭ, Катар), 11 млн — в США, 3 млн — во Вьетнаме.
Добыча меди ведётся в Чили, холдингу принадлежит шахта Касеронес и доли в шахтах Эскондида (3 %) и Лос-Пеламбрес (16 %). Переработкой руды занимаются совместные предприятия с Mitsui Mining & Smelting.
Основные подразделения по состоянию на март 2022 года:
- Энергия — нефтепереработка и торговля нефтепродуктами, электроэнергетика, производство смазочных и высокотехнологичных материалов, газоснабжение, водородная и возобновляемая энергетика; выручка 8,931 трлн иен.
- Нефть и газ — геологоразведка и разработка месторождений нефти и природного газа; выручка 243 млрд иен.
- Металлы — добыча и переработка руд цветных, драгоценных и редкоземельных металлов, производство фольги и проводов, переработка металлолома (включая платы и литий-ионные аккумуляторы); выручка 1,291 трлн иен.
- Прочее — укладка асфальта, строительство, сдача в аренду недвижимости и другая деятельность; выручка 458 млрд иен.

## Структура
В состав JX Holdings входят три основные компании: JX Nippon Oil & Energy (нефтепереработка и сбыт топлива через сеть АЗС ENEOS), JX Nippon Oil & Gas Exploration (добыча нефти и природного газа) и JX Nippon Mining & Metals (горнодобыча и производство металлов).
Кроме того, в состав JX Holdings входят следующие компании: JX Nippon Finance Corporation (финансовые услуги), JX Nippon Procurement Corporation (торговля), JX Metals Trading (торговля), JX Nippon Business Services Corporation (деловые и бухгалтерские услуги), JX Nippon Information Technology (информационные технологии), JX Nippon Research Institute (исследования и консалтинг), JX Engineering Corporation (планирование и строительство), JX Nippon ANCI (производство химических волокон и тканей), JX Nippon Exploration and Development (геологоразведочные и буровые работы), JX Nippon Environmental Services (переработка и утилизация отходов), JX Nippon Tomakomai Chemical (переработка и утилизация отходов), JX Nippon Tsuruga Recycle (переработка и утилизация отходов), JX Nippon Mikkaichi Recycle (переработка и утилизация отходов), JX Nippon Coil Center (металлообработка), JX Nippon Foundry (металлообработка), JX Metals Precision Technology (металлообработка).

### Дочерние и аффилированные структуры
- NIPPO Corporation (дорожное и жилищное строительство)
- Toho Titanium (производство титана)
- Pan Pacific Copper (производство меди)
- Hibi Kyodo Smelting (производство меди)
- Japan Copper Casting (производство меди)
- Tatsuta Electric Wire & Cable (производство электропроводов и кабеля)
- Kasuga Mines (производство силикатных изделий)
- Ichinoseki Foil Manufacturing (производство фольги)
- Kitaibaraki Precision (металлообработка)
- Japan Oil Transportation (железнодорожные перевозки нефтепродуктов)
- Maruwn Corporation (автомобильные перевозки)
- Nippon Marine (морские перевозки и портовые услуги)
- Nissho Kou-un (морские перевозки и портовые услуги)
- PPC Logistics (логистика и консалтинг)
- Nitto Trading (торговля)
- NTT Data CCS Corporation (информационные технологии)
- Kamine Clean Service (переработка и утилизация отходов)
- Takasho Co (переработка и утилизация отходов)

### Зарубежные активы
- Азия
  - JX Nippon Mining & Metals Shanghai (Китай)
  - Pan Pacific Copper Shanghai (Китай)
  - Changzhou Jinyuan Copper (Китай)
  - Nikko Metals Shanghai (Китай)
  - Nikko Metals Suzhou (Китай)
  - Nikko Fuji Precision Wuxi (Китай)
  - Nippon Mining & Metals Suzhou (Китай)
  - JX Nippon Mining & Metals Dongguan (Китай)
  - Japan Korea Joint Smelting (Южная Корея)
  - LS-Nikko Copper (Южная Корея)
  - JX Nippon Mining & Metals Korea (Южная Корея)
  - Poongsan-Nikko Tin Plating (Южная Корея)
  - Taiwan Nisseki (Тайвань)
  - Nikko Metals Taiwan (Тайвань)
  - JX Nippon Mining & Metals Philippines (Филиппины)
  - JX Nippon Oil & Gas Exploration Myanmar (Мьянма)
  - Nippon Oil Exploration (Мьянма)
  - JX Nippon Oil & Gas Exploration Thailand (Таиланд)
  - JX Nippon Oil & Gas Exploration Malaysia (Малайзия)
  - JX Nippon Oil & Gas Exploration Sarawak (Малайзия)
  - Nippon Oil & Gas Exploration Offshore Malaysia (Малайзия)
  - Materials Service Complex Malaysia (Малайзия)
  - JX Nippon Mining & Metals Singapore (Сингапур)
  - Japan Vietnam Petroleum (Вьетнам)
  - Nippon Oil Exploration Berau (Индонезия)
  - Japan Energy E&P (Восточный Тимор)
  - Abu Dhabi Oil Co (ОАЭ)
- Америка
  - JX Nippon Oil & Energy USA (Шомберг)
  - JX Nippon ANCI Inc. (Кеннесо)
  - JX Nippon Chemical Texas (Пасадина)
  - JX Nippon Oil Exploration USA (США)
  - JX Nippon Mining & Metals USA (США)
  - Japan Canada Oil (Канада)
  - Mocal Energy (Канада)
  - PPC Canada Enterprise (Канада)
  - Bio Sigma (Чили)
  - SCM Minera Lumina Copper Chile (Чили)
  - Minera Los Pelambres (Чили)
  - Compania Minera Quechua (Перу)
- Европа
  - Nippon Mining of Netherlands (Амстердам)
  - Nippon LP Resources (Амстердам)
  - JX Nippon Oil & Energy Europe (Лондон)[15]
  - JX Nippon Exploration and Production UK (Великобритания)
  - JX Nippon Mining & Metals Europe (Германия)
- Океания
  - JX Nippon Oil & Gas Exploration Australia (Австралия)
  - Pan Pacific Copper Exploration (Австралия)
  - Merlin Petroleum Company (Папуа Новая Гвинея)
  - Sothern Highlands Petroleum (Папуа Новая Гвинея)
  - Nippon Papua New Guinea LNG (Папуа Новая Гвинея)
  - Nippon Oil Exploration Niugini (Папуа Новая Гвинея)
  - Murray Petroleum Company (Папуа Новая Гвинея)

## Производственные мощности
Нефтеперерабатывающие заводы JX Nippon Oil & Energy расположены в Муроране, Сендае, Иокогаме, Кавасаки, Курасики, Ивакуни, Тите, Касиме и Осаке, нефтяные терминалы — в Ниигате, Содегауре, Кудамацу, Хитати, Фунакаве, Кавасаки и Осаке. Фабрики тканей JX Nippon ANCI расположены в Нарите, Ронаоуке (Алабама) и Долтоне (Джорджия). Металлургические заводы JX Nippon Mining & Metals расположены в Хитати, Китаибараки, Самукаве, Оите, Тамано, Цуруге, Ульсане (Корея) и Чанчжоу (Китай).